# 庄晓天
庄晓天（1933年—2023年3月26日），浙江省镇海县（今宁波市北仑区）人。中華人民共和國政治人物，前上海市副市长、上海浦东发展银行的首任董事长。现任上海宁波经贸促进会会长和上海宁波商会会长。

## 经历
1933年，出生于镇海小港青峙乡唐家弄村（今宁波市北仑区）。1945年，毕业于蔚斗小学，随即跟随兄长到上海。后来毕业于上海财经大学。
庄晓天曾先后担任上海市商业一局和二局的副局长、党委书记，上海市财经贸易党委副书记、书记。庄晓天还担任有上海老年基金会会长，上海城市发展基金会理事长，上海慈善基金会监事长等职务，还是许多行业协会的名誉会长。
2023年3月26日，庄晓天于上海去世。